# Studiosus Reisen
Studiosus Reisen ist ein deutscher Reiseveranstalter mit Sitz in München. Er bietet Studienreisen in mehr als 100 Länder weltweit. Dabei wird insbesondere auf die Vermittlung der dortigen Kultur und die Begegnung mit Land und Leuten Wert gelegt. Das Unternehmen hatte 2012 einen relativen Marktanteil von 60,6 % in Deutschland und ist seit vielen Jahren der größte europäische Veranstalter von Studienreisen (Kulturtourismus).
Die Studiosus Reisen München GmbH wurde 1954 von Werner Kubsch als Reisedienst Studiosus gegründet und hat sich von Anfang an auf die Veranstaltung von Studienreisen spezialisiert. Im Jahr 2016 wurden ein Umsatz von 262 Millionen Euro erwirtschaftet und rund 100.000 Reisegäste betreut. Dies ist das bislang erfolgreichste Geschäftsjahr der Firmengeschichte; dennoch lag 2010 die Zahl der Kunden mit 104.000 etwas höher.
Studiosus beschäftigt in München rund 285 Mitarbeiter. Die Reisen werden von 560 Reiseleitern geführt und betreut. Der Vertrieb erfolgt größtenteils über rund 4.500 Reisebüros in Deutschland, Österreich und der Schweiz.

## Unternehmensgeschichte

### Gründung und Anfänge
Werner Kubsch gründete 1954 das in der Rechtsform der Offenen Handelsgesellschaft geführte Reiseunternehmen unter dem Namen „Reisedienst Studiosus“. Zu Beginn bot Studiosus unter dem Namen „Süddeutsche Studienfahrten-Gemeinschaft“ zusammen mit zwei anderen Reisebüros Studienreisen an. Die erste Tour mit einer Studiosus-Gruppe fand noch im selben Jahr statt: Sie fuhr von Deutschland aus mit einem Bus über den Balkan nach Griechenland. Der Gründer Kubsch übernahm dabei die Funktion des Reiseleiters, bildete später jedoch selbst weitere Reiseleiter aus. 1956 folgten Studienreisen nach Ägypten. 1962 kamen zum ersten Mal eigene Kataloge im DIN-A5-Format heraus. Neu im Programm war außerdem Osteuropa mit einer 16-tägigen Bahnreise von Warschau über Moskau nach Leningrad.
Ein Jahr später wurde Indien ins Programm aufgenommen, 1967 folgten die USA.
Studiosus kaufte 1970 die wissenschaftliche Buchhandlung Bernsdorf, in deren Räumlichkeiten das Unternehmen ein Reisebüro und eine Abteilung für Reiseliteratur einrichtete.

### Neue Reiseangebote und Erweiterungspläne
Die neu ins Leben gerufene Abteilung Sondergruppen organisierte maßgeschneiderte Reisen ins Ausland für Vereine oder Volkshochschulen sowie Reisen für ausländische Gruppen in Deutschland.
Studiosus wurde offizielle Agentur der International Air Transport Association (IATA).
Werner Kubsch gründete darüber hinaus gemeinsam mit Weggefährten von Studiosus das Internationale Jugendferienwerk München (IJF).
In Los Angeles rief Studiosus 1972 das Tochterunternehmen Consortium for International Education ins Leben, das Weiterbildungsreisen für Studenten und Lehrer anbot.
Die Verkehrsgesellschaft Studiosus wurde gegründet, um für Busreisen auch eigene Fahrzeuge verwenden zu können. Aus ihr ging später die Studiosus Gruppenreisen GmbH hervor.
1976 wurde die erste DDR-Reise ins Programm aufgenommen. In demselben Jahr lancierte Studiosus zusammen mit der Europäischen Bildungsgemeinschaft (EBG) in Stuttgart die so genannte Studiengesellschaft zur Förderung europäischen Sprach- und Kulturgutes (STUDIES). 1979 bot Studiosus schließlich die ersten Wander-Studienreisen in Griechenland und Island an, ein Jahr später folgte die erste Sprachreise nach England und Schottland.
Studiosus übernahm 1981 die Veranstaltungsbereiche Studienreisen und Gruppenreisen des Würzburger Unternehmens Klinger Reisen.
30 Jahre nach der Gründung war Studiosus mit 26.220 Gästen der wichtigste deutsche Studienreise-Veranstalter.
Im Jahr 1987 wurde die Studiosus GmbH & Co KG schließlich in eine GmbH umgewandelt.

### Nachhaltiges Reisen gewinnt an Bedeutung
Am 17. April 1992 starb der Gründer. Sein Sohn Peter-Mario Kubsch übernahm daraufhin die Geschäfte des Familienunternehmens in der zweiten Generation. Ab den 1990er Jahren setzte Studiosus insbesondere auch Akzente im Bereich des nachhaltigen Reisens. So schloss Studiosus als erster Reiseveranstalter 1996 die umweltfreundliche Bahnreise in den Reisepreis ein (Rail-&-Fly-Ticket). 1998 wurde das Studiosus-Umweltmanagementsystem nach internationalen Normen zertifiziert. Seit 2000 arbeitet Studiosus mit ECPAT, der internationalen Nichtregierungsorganisation gegen Kinderprostitution, Pornografie und Handel mit Kindern, zusammen.
2002 richtete Studiosus ein eigenes Sicherheitsmanagement ein, das vor allem eine Analyse der Sicherheitslage in den angebotenen Reiseländern umfasst und diese auf der eigenen Internetseite kontinuierlich veröffentlicht.
2005 wurde der gemeinnützige Verein Studiosus Foundation e. V. mit dem Ziel gegründet, die Entwicklungszusammenarbeit, den Umweltschutz, die Bildungsarbeit und den Erhalt von Kulturwerten zu fördern.
Das Reiseunternehmen widmet sich seit 2012 verstärkt dem Thema Menschenrechte. So wurden in Verträgen mit Hotels, Bus- und Zielgebietsagenturen Klauseln zur Achtung der Menschenrechte aufgenommen und eine Meldestelle für Menschenrechtsangelegenheiten eingerichtet. 2013 wurde das Commitment zu Menschenrechten im Tourismus unterzeichnet, wodurch sich Studiosus zu einer menschenrechtlichen Verantwortung im Tourismus bekennt. Außerdem war das Münchner Unternehmen 2015 Gründungsmitglied des gemeinnützigen Vereins Human Rights in Tourism e. V.
Studiosus schloss 2012 die CO2-Kompensation für Fahrten mit Bus, Bahn und Schiffen auf seinen Reisen in den Reisepreis ein. Die Einnahmen werden in Kooperation mit der Studiosus Foundation e. V. und myclimate in den Bau von Biogasanlagen in Indien investiert. Im Januar 2012 wurde Studiosus für seine Klima-Initiative "Weltweit zu Wasser und zu Lande klimaneutral durch CO2-Kompensation unterwegs" mit dem Sonntag-Aktuell-Touristikpreis ausgezeichnet. Nach eigenen Angaben hat Studiosus 2012 als erster Studienreise-Veranstalter die Katalogproduktion durch Kompensationszahlungen klimaneutral gestellt.
Seit dem Jahr 2021 kompensiert Studiosus auch alle Flüge und Hotelübernachtungen inklusive der Verpflegung.

Unternehmensgruppe (mit den beiden Tochterunternehmen Marco Polo Reisen GmbH und Studiosus Gruppenreisen GmbH).

## Unternehmensgruppe

### Studiosus Reisen GmbH
Studiosus Reisen bietet verschiedene Studienreisevarianten an, bei denen die Kulturvermittlung des fremden Landes im Vordergrund steht, wie zum Beispiel Wander-Studienreisen.
Darüber hinaus bietet Studiosus sogenannte FamilienStudienreisen an. Diese Form der Studienreise ist für Erwachsene mit Kindern zwischen sechs und vierzehn Jahren gedacht.
Der kultimer richtet sich an kulturinteressierte Reisende und umfasst u. a. Eventreisen.
Studiosus CityLights hingegen sind Städtereisen mit Kulturprogramm.
Eine Möglichkeit für Singles und Alleinreisende Menschen mit ähnlichen Interessen zu treffen und zusammen einen Urlaub zu verbringen, bietet Studiosus me & more. 2014 wurde das Produkt Studiosus smart & small auf den Markt eingeführt. Es richtet sich an Kunden im Berufsleben, die in einer kleinen Reisegruppe ein Land entdecken möchten – es handelt sich dabei aber um keine klassische Studienreise.

### Marco Polo Reisen GmbH
1998 erwarb Studiosus 66 Prozent der Anteile der Marco Polo Reisen GmbH, eines Spezialisten für Fernstudienreisen. Im Jahr 2002 wurde auch das letzte Drittel der Anteile an Marco Polo übernommen. Die Produkte der Unternehmenstochter sind preisgünstigere Erlebnis- und Entdeckerreisen.
Das Young Line Travel-Angebot von Marco Polo richtet sich mit Entdeckerreisen an junge Menschen zwischen 20 und 35 Jahren. Bei der Produktlinie Marco Polo Individuell können auch individuelle Reisen ohne Gruppe gebucht werden: Die Gäste reisen nur mit ihrem Partner, der Familie oder Freunden und werden dabei von einem Marco Polo Scout begleitet.
Seit der Saison 2013 bietet Marco Polo zudem erstmals Reisen in Mini-Gruppen mit 6 und maximal 12 Teilnehmern an.

### Studiosus Gruppenreisen GmbH
Tätigkeitsfeld von Studiosus Gruppenreisen (Gründung 1979) ist die Planung, Organisation und Durchführung von maßgeschneiderten Gruppenreisen. Die Reisen beziehen sich auf die definierten Kundenwünsche wie etwa Abreiseort, Preisniveau, Qualifikation der Reiseleitung oder Programminhalte. Auf Anfrage nimmt Studiosus Gruppenreisen den Auftraggebern die komplette Organisation ab – gestaltet Reisefolder, arrangiert Vortragsveranstaltungen und stellt eine Telefonhotline bereit, unter der Studiosus-Mitarbeiter im Namen des Auftraggebers die Reiseinteressenten beraten.
Die Auftraggeber sind meist Verlage, Zeitungen und Magazine, Hörfunk und Fernsehen, Handelskonzerne und Buchclubs sowie Banken, Vereine und Verbände.

## Auszeichnungen (Auswahl)
Neben zahlreichen Goldenen Palmen der Zeitschrift GEO Saison für neue Reise-Ideen wurde Studiosus Reisen vor allem mit einigen Umweltpreisen ausgezeichnet. 2003 wurde Studiosus Umweltbotschafter für den Umweltpakt Bayern. In die Travel Hall of Fame des Travel Industry Club ist Studiosus-Geschäftsführer Peter-Mario Kubsch 2010 aufgenommen worden.
Folgende Auflistung gibt einen Überblick der wichtigsten Auszeichnungen.
- 1996: Auszeichnung mit der „Grünen Palme“ (3. Preis) der Zeitschrift GEO Saison für das Unternehmensleitbild
- 1997: Umweltpreis der Stadt München für einen herausragenden Beitrag im Bereich des umweltverträglichen Wirtschaftens
- 1999: Auszeichnung mit der „Grünen Palme“ (1. Preis) der Zeitschrift GEO Saison für die Zertifizierung des UmweltManagementSystems
- 2002: Umwelt-Online-Award in Gold von B.A.U.M. e.V
- 2002: Bayerischer Umweltpreis für hervorragende Leistungen auf dem Gebiet des Umweltschutzes
- 2006: 1. Platz „Umweltfreundlich reisen in Europa“ von der EU im Rahmen der Österreichischen Präsidentschaft der Europäischen Union für die Modellreise „Cinqueterre“ in der Kategorie Reiseveranstalter
- 2007: Verleihung der Urkunde „klimafreundliches Reisen“ vom Bayerischen Umweltministerium
- 2008: Auszeichnung für Peter-Mario Kubsch durch die Vereinigung Deutscher Reisejournalisten (VDRJ) für sein Engagement für nachhaltiges Reisen
- 2008: Goldene Palme von GEO Saison für die Reise Die Alpen und der Klimawandel
- 2009: Sonderpreis des Deutschen Nachhaltigkeitspreises als Deutschlands recyclingpapierfreundlichstes Unternehmen
- 2010: Deutschen Nachhaltigkeitspreis in der Kategorie „nachhaltigste Zukunftsstrategien (KMU)“
- 2011: Designpreis der Bundesrepublik Deutschland für den Studiosus-Jahresbericht von 2008 „Auf Hemd reimt sich fremd“
- 2012: 1. Preis im Wettbewerb „Büro & Umwelt“ für das „herausragende Engagement zum Umweltschutz im Büro“ durch den Bundesdeutschen Arbeitskreis für umweltbewusstes Management
- 2013: CSR-Preis der Bundesregierung in der Kategorie „Mittlere Unternehmen“[19]
- 2014: EMAS Auszeichnung des Bundesministerium für Umwelt, Naturschutz, Bau und Reaktorsicherheit für innovative Umweltschutzmaßnahmen
- 2016: Goldene Palme von GEO Saison für die Reise Australien – Kontinent mit vielen Gesichtern
- 2016: B.A.U.M.-Umweltpreis für nachhaltiges Wirtschaften
- 2017: Auszeichnung mit der Goldenen Palme (2. Platz) der Zeitschrift GEO Saison in der Kategorie Verantwortung im Tourismus[20]